# Bloodshot
Bloodshot är en amerikansk superhjältefilm från 2020. Filmen är regisserad av Dave Wilson, med manus skrivet av Eric Heisserer och Jeff Wadlow. 
Filmen hade premiär i Sverige den 13 mars 2020, utgiven av Sony Pictures Releasing.

## Handling
I filmen får man följa soldaten Ray Garrison som nyligen blivit dödad i strid men fått livet tillbaka, men nu som supermänniskan Bloodshot. Med hjälp av en nanoteknologi får han en ostoppbar kraft, som bland annat sin kraft att kunna självläka direkt. Företaget som återuppväckte honom, RST corporation, kontrollerar både hans kropp, hjärna och minne. Garrison får svårt att veta vad som är verkligt och inte, och tar därför åtgärder för att få reda på det.

## Rollista
| - Eiza González - Sam Heughan – Jimmy Dalton - Vin Diesel – Ray Garrison / Bloodshot - Toby Kebbell – Axe - Guy Pearce – Dr. Emil Harting - Talulah Riley – Gina DeCarlo - Lamorne Morris – Wilfred Wigans - Jóhannes Haukur Jóhannesson – Nick Baris - Siddharth Dhananjay – Eric | - Alex Hernandez – Tibbs - Maarten Römer – Tech #1 - Ryan Kruger – Brittisk man - Tamer Burjaq – Mombasa Gunman - Patrick Kerton – Lastbilschaufför - Jeremy Boado – Tech #2 - Alex Anlos – Barris Merc - Clyde Berning – Mombasa Hostage - Tyrel Meyer – Merc 2 |